# Mecklenburg (Schiff, 2003)
Die Mecklenburg ist ein deutsches Fahrgastschiff.

## Geschichte
Das Schiff wurde in den Jahren 2002/03 unter der Baunummer 166 auf der Lux-Werft in Mondorf gebaut und 2003 auf der IGA in Rostock getauft. Es gehörte zur Flotte der Rostocker Fahrgastschifffahrt Kathrin Schütt GmbH und steht (Stand: Mai 2022) zum Verkauf. Das Schiff ist für die Beförderung von 230 Personen zugelassen. Die Mecklenburg hat eine Länge von 29,2 Metern, eine Breite von 7,4 Metern und einen Tiefgang von 1,22 Metern. Sie wird von einem Deutz BF 6M 1015 mit einer Leistung von 291 PS angetrieben, der eine Geschwindigkeit von 20 km/h ermöglicht. Das Schiff ist mit einem Bugstrahlruder (Schottel STT 010) ausgestattet.